# Elizabeth McCracken

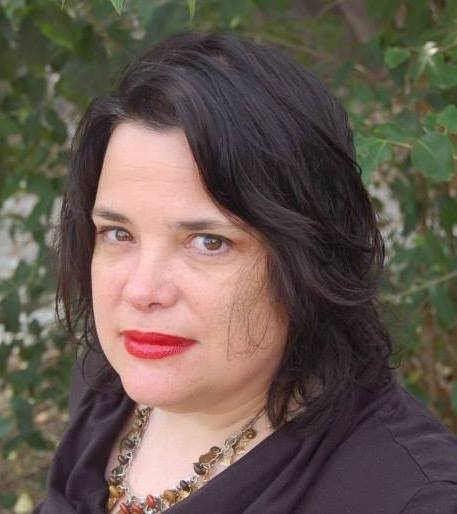
Elizabeth McCracken (2020)

Elizabeth McCracken (geboren 16. September 1966 in Boston) ist eine US-amerikanische Schriftstellerin von Kurzgeschichten und Romanen. Sie hat den „James A. Michener Chair in Fiction“ an der University of Texas inne.

## Leben
Elizabeth McCracken besuchte die Highschool in Newton (Massachusetts) und studierte Englisch an der Boston University. Sie besuchte den Iowa Writers’ Workshop, erhielt einen M.F.A. an der University of Iowa und wurde als Bibliothekarin an der Drexel University ausgebildet. McCracken war Guggenheim Fellow und erhielt u. a. Stipendien  des National Endowment for the Arts, des Liguria Study Center, 2004 der American Academy in Berlin und 2008/09 des Radcliffe Institute for Advanced Study.
Sie arbeitete eine Zeitlang als Bibliothekarin und gab an verschiedenen universitären Instituten Seminare in Creative Writing, so auch an der University of Iowa. 1996  war sie für den National Book Award nominiert und gewann 2002 mit Niagara Falls All Over Again den L.L. Winship/PEN New England Award. 2024 wurde ihr für The Hero of This Book der Wingate Literary Prize zuerkannt.
Elizabeth McCracken ist mit der Schriftstellerin Ann Patchett befreundet; ein Vorbild für sie ist die Autorin und Aktivistin Grace Paley.
McCracken lebt in Austin, Texas, ist verheiratet und hat zwei Kinder. Den Verlust eines Kindes während der Schwangerschaft verarbeitete sie in ihrem Buch Memoir: An Exact Replica of a Figment of My Imagination.

## Werke (Auswahl)
- Here's your hat what's your hurry : stories. New York : Turtle Bay Books, 1993
  - Unter Engeln, unbemerkt. Aus dem Amerikan. von Elke Link. München : Goldmann, 1994
- The giant's house : a romance. New York : Dial Press, 1996
  - Den Kopf in den Wolken. Roman. Aus dem Amerikan. von Sabine Roth. München : Goldmann, 1998
- Niagara Falls all over again. New York : Dial Press, 2001
  - Nur ein Lachen. Aus dem Amerikan. von Lieselotte Prugger. München : Goldmann, 2003
- An exact replica of a figment of my imagination : a memoir. New York : Little, Brown and Co., 2008
- Thunderstruck & other stories. New York : The Dial Press, 2014
- Bowlaway (2018)
- The Souvenir Museum (2021)
- The Hero of This Book (2022)